# Ra (kana)
ら în hiragana sau ラ în katakana, (romanizat ca ra) este un kana în limba japoneză care reprezintă o moră. Caracterele hiragana și katakana sunt scrise fiecare cu două linii. Kana ら și ラ reprezintă sunetul pronunție în japoneză [ɽa] ⓘ.
Originea caracterelor ら și ラ este caracterul kanji 良.

## Folosire în limba ainu
În limba ainu, katakana minuscul ㇻ reprezintă sunetul r final după sunetul a (アㇻ = ar).

## Forme
| Formă                                   | Rōmaji      | Hiragana        | Katakana        |
| --------------------------------------- | ----------- | --------------- | --------------- |
| Fără semne diacritice: r- (ら行 ra-gyō) | ra          | ら              | ラ              |
| Fără semne diacritice: r- (ら行 ra-gyō) | raa rā, rah | らあ, らぁ らー | ラア, ラァ ラー |

## Ordinea corectă de scriere
|                                      |
| Ordinea corectă de scriere pentru ら |

|                                      |
| Ordinea corectă de scriere pentru ラ |

## Alte metode de scriere
- Braille:

| ・－ －－ |

- Codul Morse: ・・・